# Стремено (вузол)

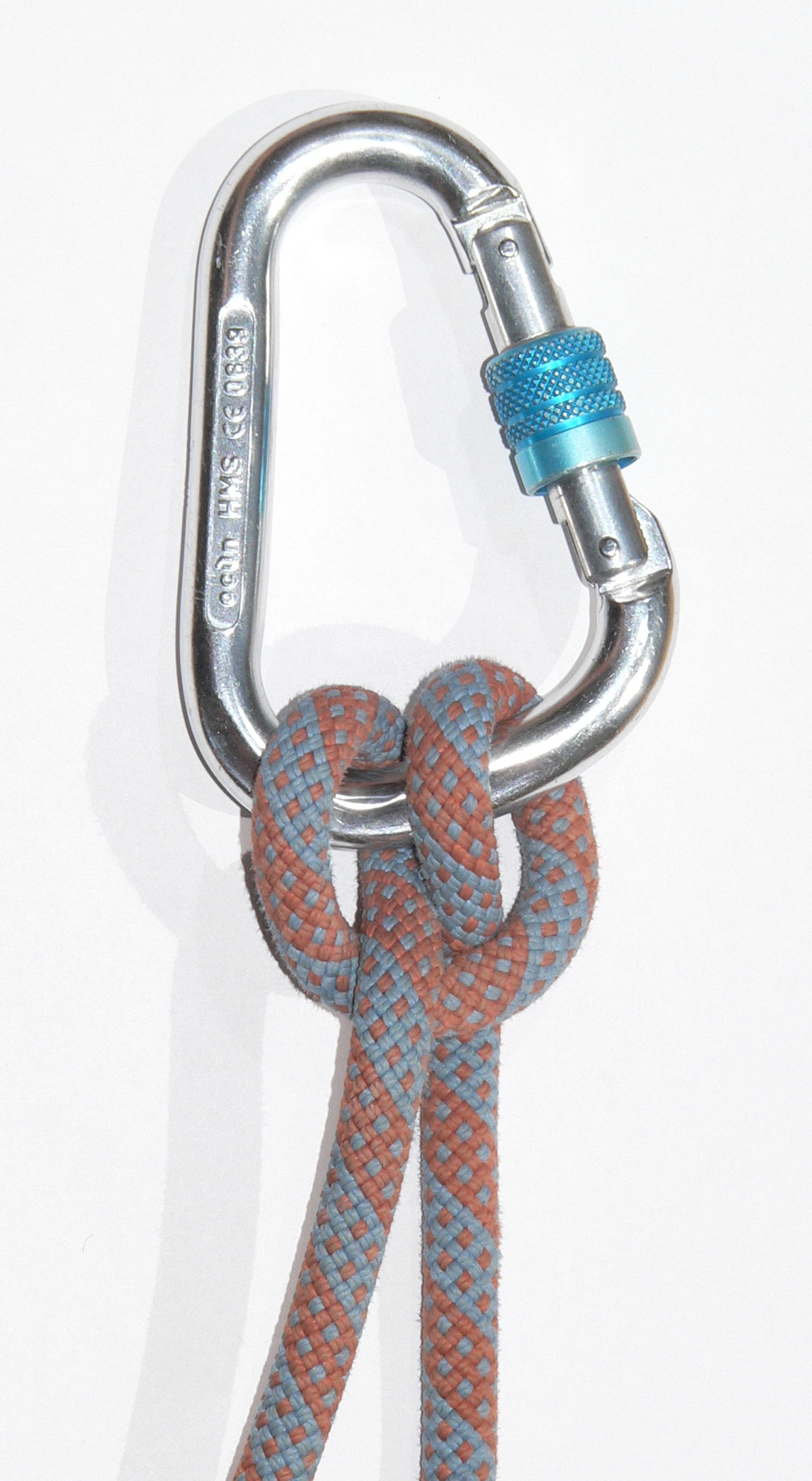
Вузол «стремено» на карабіні.

Стреме́но — вузол, що застосовується для в'язання транспортувальних пристроїв, у медичних цілях для фіксації руки, тощо. Вузол можна запросто зробити, коли кінців мотузки немає. Місце, де треба зав'язати стремено, беруть обома руками на відстані 30-35 см так, щоб між руками мотузка була горизонтальна, а кінці її вільно звисали донизу. Починаємо повертати мотузку в обох руках в одну сторону (за або проти руху годинникової стрілки). Отримаємо дві петлі, створені горизонтальною частиною мотузки і звисаючими кінцями. Тепер ці петлі треба сполучити (не розвертаючи). При навантаженні на петлю вона не повинна затягуватися.
У морській справі стремено називається також вантовощабельним вузлом, бо колись широко застосовувався для прив'язування вибленок (щаблів) до вант.